# كينغسلي بينيديكت
كينغسلي بينيديكت (بالإنجليزية: Kingsley Benedict)‏ مواليد 14 نوفمبر 1878 في بوفالو - الوفاة 27 نوفمبر 1951 في لوس أنجلوس، هو ممثل أمريكي بدأ مسيرته الفنية سنة 1915. ظهر في قرابة 55 فلما. من أعماله فيلم السفينة الغامضة (1917).

## روابط خارجية
- كينغسلي بينيديكت على موقع IMDb (الإنجليزية)
- كينغسلي بينيديكت على موقع أول موفي (الإنجليزية)
- كينغسلي بينيديكت على موقع قاعدة بيانات برودواي على الإنترنت (الإنجليزية)
- كينغسلي بينيديكت على موقع قاعدة بيانات الفيلم (الإنجليزية)